# Salone dell'automobile britannico

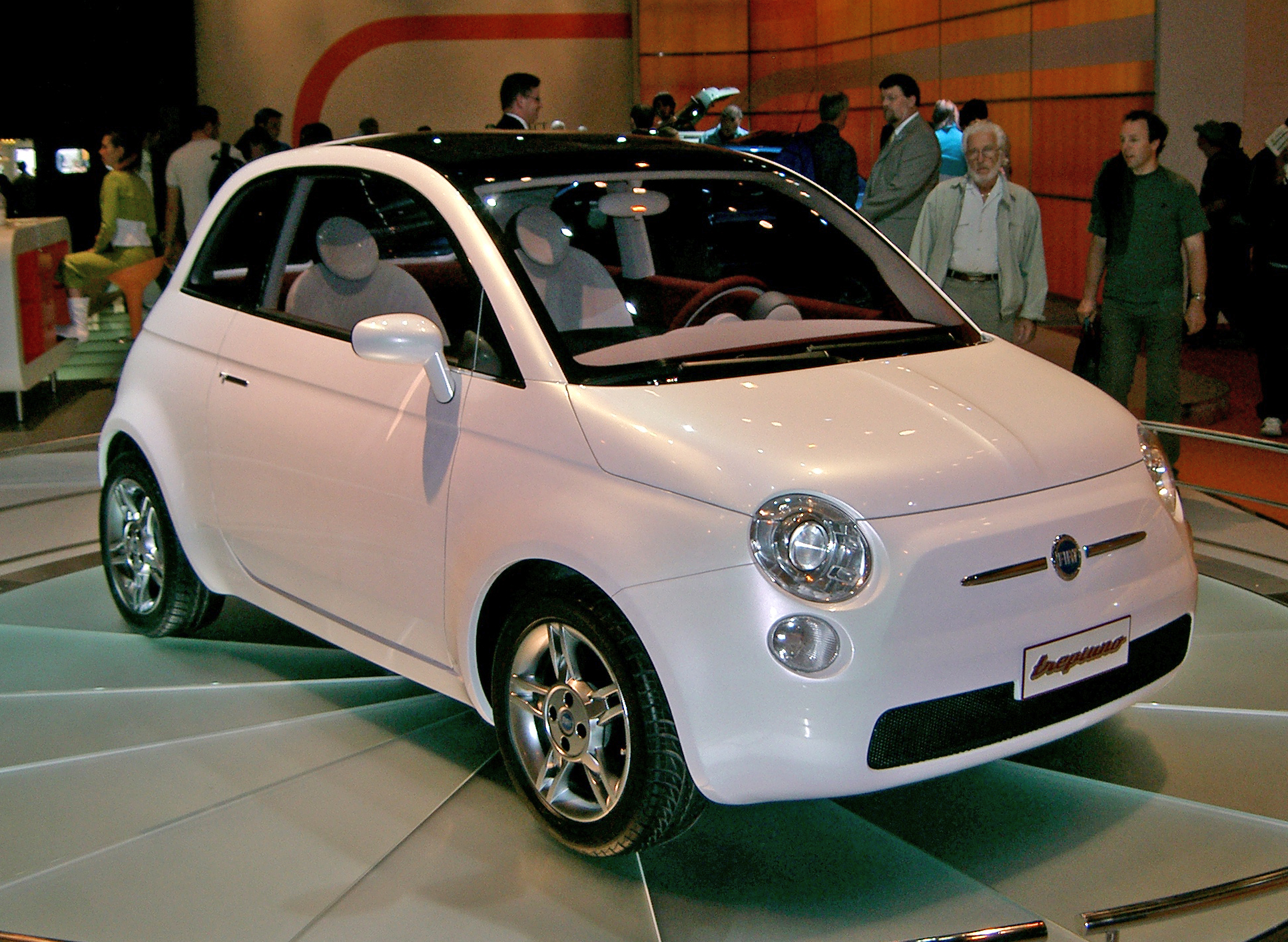
La concept car Fiat Trepiùno al British International Motor Show del 2004

Il British International Motor Show (in italiano salone dell'automobile internazionale britannico) è un salone dell'automobile che si svolge ogni due anni a maggio nel Regno Unito. La maggior parte delle edizioni si sono svolte a Londra. È riconosciuto come salone internazionale dall'OICA. Il 2008 fu l'ultimo anno in cui fu organizzato. Infatti, nel 2010 e nel 2012 è stato cancellato per la crisi che coinvolge l’economia mondiale.

## Storia
Il primo salone dell'automobile britannico venne organizzato dalla Society of Motor Manufacturers and Traders (SMMT) al Crystal Palace di Londra, nel 1903. Fu in seguito spostato all'Olympia, sempre a Londra, dove rimase per 32 anni. Dal 1937 al 1976 è stato organizzato all'Earl's Court a Londra, prima di essere trasferito al National Exhibition Centre (NEC), a Birmingham nel 1978. Il NEC ospitò la manifestazione fino al maggio del 2004. Nello stesso anno l'evento fu spostato dal tradizionale mese di ottobre a maggio per evitare la sovrapposizione con i due maggiori saloni dell'auto autunnali, cioè il salone dell'automobile di Francoforte e quello di Parigi. Nel 2006 il salone tornò ad essere organizzato a Londra, più precisamente all'ExCeL Exhibition Centre. L'edizione del 2008 fu l'ultima ad essere organizzata, infatti nel 2010 e nel 2012 il salone fu cancellato a causa della crisi economica, ma dopo l'annuncio della ripresa dal cugino della regina Elisabetta II, l'evento è stato riproposto a partire dal maggio 2016 a cadenza annuale nella capitale britannica.
Il salone diventò biennale nel 1978 quando venne trasferito al NEC di Birmingham. Nello stesso anno fu organizzato un nuovo salone a Londra, che si alternava con quello di Birmingham, e che fu chiamato Motorfair. Esso si è svolto all'Earls Court dal 1977 al 1999. Un altro salone, non internazionale, che è programmato sempre a Londra e si chiama Motorexpo, è organizzato dal 1996.

## Principali auto presentate
- Austin Twenty (1926)
- Austin A90 Six Westminster (1954)
- Ford Sierra (1982)
- Austin Montego wagon (1984)
- Vauxhall Insignia (2008)
- Vauxhall Corsa (2006)